# Сексуална усклађеност
Сексуална усклађеност, конкорданција, подударност узбуђења  је степен корелације између субјективног сексуалног узбуђења  (субјективног генитални договор) и физиолошког (соматског, обично гениталног)  одговора гениталија. Овај феномен се често проучава у области сексологије и психологије да би се разумео сложени однос између ума и тела током сексуалне активности.
Супротно усклађености, сексуална неусклађеност или неконкорданција  је супротан концепт који означава несклад између соматске реакције и сексуалног узбуђења, или јаз између субјективног осећаја узбуђења и гениталне реакције, показујући или не демонстрирајући узбуђење. Учесталост подударности (неконкорданције) зависи од пола.
Феномен неусклађености и подударности се често проучава у оквиру сексологије и психологије да би се разумео сложени однос између ума и тела током сексуалне активности.
Сексуална усклађеност је мера колико се субјективни осећаји сексуалног узбуђења неке особе подударају са мерљивим физичким знацима узбуђења, као што је проток крви у гениталијама. 
Сексуална неусаглашеност – несклад између соматских реакција тела које обезбеђују сексуални однос (генитално узбуђење и повезане физиолошке реакције) и емоционалног стања (психолошко расположење) појединца – често се сусреће у животу особе и у неутралном и у сексуалном контексту.

## Методе мерења
Сексуално узбуђење се може мерити различитим субјективним и објективним методама:
Субјективне мере
Упитници и интервјуи који су сами пријавили у којима појединци процењују ниво сексуалног узбуђења.
Објективне мере
Физиолошке методе као што су плетизмографија пениса (за мушкарце), вагинална фотоплетизмографија (за жене) и термографија.

## Резултати истраживања
Студије су откриле следеће обрасце сексуалне усклађености међу различитим групама:
Родне разлике
Већина студија показује да мушкарци имају већу сексуалну усклађеност од жена, што значи да је субјективно узбуђење мушкараца често блиско повезано са њиховим физиолошким узбуђењем. Код жена, међутим, субјективно и физиолошко узбуђење су често мање блиско повезане.
Сексуална оријентација
Усклађеност узбуђења такође може да варира у зависности од сексуалне оријентације. На пример, хетеросексуалне и хомосексуалне особе могу имати различите степене кореспонденције између својих субјективних и физиолошких сексуалних одговора.
Индивидуалне карактеристике
Фактори као што су психолошко стање, задовољство везом и културна позадина такође могу утицати на усклађеност узбуђења.

## Предложена објашњења
Предложено је неколико хипотеза да се објасни феномен сексуалне усклађености и његова већа варијабилност код жена у поређењу са мушкарцима:
Хипотеза гениталне одбране
Једна од водећих теорија сугерише да неслагање између субјективног и физиолошког сексуалног узбуђења код жена има еволуциону функцију. Према овој хипотези, повећан доток крви у гениталије код жена, чак и у одсуству субјективног узбуђења, може заштитити генитално ткиво од повреда током сексуалног односа без пристанка као што је силовање.

## Родне разлике
Несклад између физиолошког и емоционалног узбуђења или његовог одсуства јавља се са различитом учесталошћу код представника различитих полова, разлози за то су непознати.
Мушкарци дају веће оцене субјективно-гениталне подударности од жена  .
Од 2010. године, истраживачи су формулисали 10 хипотеза о полним разликама у посматраној подударности на основу методолошких разматрања и направили 5 предвиђања на основу теоријских разматрања.